# Quebonafide
Куба Ґрабовський (англ. Kuba Grabowski; нар. 7 липня 1991, Цеханув, Мазовецьке воєводство), найкраще відомий під сценічними іменами Quebonafide і Якуб Ґрабовський (англ. Jakub Grabowski) — польський репер, співак і автор пісень.

## Особисте життя
Він був у одинадцятирічних стосунках з Роксаною, з якою згодом заручився. Він присвятив їй кілька пісень, серед яких «Love», «Candy» та «Bogini», остання супроводжувалася відео, на якому артист разом зі своєю партнеркою знявся в еротичних обстановинах. Раніше був у стосунках зі співачкою Наталією Шродер, яка брала участь у таких піснях Quebonafide, як «JESIEŃ» або «TĘSKNIEZASTARYMKANYE».

## Нагороди та номінації
П'ять номінацій на премію Фридерика, з однією перемогою в номінації «Хіп-хоп альбом року» за альбом «Soma 0,5 mg». Дві номінації на премію Empik Bestseller в категорії «Польська музика» за альбоми «Soma 0,5 mg» та «Egzotyka». Три номінації на звання «Найкращий» від Onet та дванадцять номінацій у плебісциті WuDoo/Hip-Hop, включаючи одну перемогу за альбом «Soma 0,5 mg».

## Дискографія

### Студійні альбоми
- «Ezoteryka» (2015)
- «Egzotyka» (2017)
- «Soma 0,5 mg» (2018)
- «Romantic Psycho» (2020)

### Компіляційні альбоми
- «Hip-Hop 2.0» (2015)

### Сингли
| Назва                            | Рік  | Альбом            |
| -------------------------------- | ---- | ----------------- |
| «Żadnych zmartwień»              | 2014 | «Ezoteryka»       |
| «Hype»                           | 2014 | «Ezoteryka»       |
| «Ciernie»                        | 2014 | «Ezoteryka»       |
| «Trip»                           | 2014 | «Ezoteryka»       |
| «Voodoo»                         | 2015 | «Ezoteryka»       |
| «Ile mogłem»                     | 2015 | «Ezoteryka»       |
| «Oh My Buddha»                   | 2016 | «Egzotyka»        |
| «Quebahombre»                    | 2016 | «Egzotyka»        |
| «Szejk»                          | 2016 | «Egzotyka»        |
| «Bollywood»                      | 2016 | «Egzotyka»        |
| «Luís Nazário de Lima»           | 2016 | «Egzotyka»        |
| «Madagaskar»                     | 2016 | «Egzotyka»        |
| «Changa»                         | 2017 | «Egzotyka»        |
| «C’est la Vie»                   | 2017 | «Egzotyka»        |
| «Zorza»                          | 2017 | «Egzotyka»        |
| «Między słowami»                 | 2017 | «Egzotyka»        |
| «Arabska noc»                    | 2017 | «Egzotyka»        |
| «To nie jest hip-hop»            | 2017 | «Egzotyka»        |
| «Hypebea»                        | 2017 | «Egzotyka»        |
| «Bumerang»                       | 2017 | «Egzotyka»        |
| «Kawa i Xanax»                   | 2017 | «Egzotyka»        |
| «Odyseusz»                       | 2017 | «Egzotyka»        |
| «Candy»                          | 2017 | «Egzotyka»        |
| «Art-B»                          | 2018 | «Soma 0,5 mg»     |
| «Tamagotchi»                     | 2018 | «Soma 0,5 mg»     |
| «Metallica 808»                  | 2018 | «Soma 0,5 mg»     |
| «Kryptowaluty»                   | 2018 | «Soma 0,5 mg»     |
| «Romanticpsycho»                 | 2020 | «Romantic Psycho» |
| «Jesień»                         | 2020 | «Romantic Psycho» |
| «Przytobie»                      | 2020 | «Romantic Psycho» |
| «Szubienicapestycydybroń»        | 2020 | «Romantic Psycho» |
| «Bubbletea»                      | 2020 | «Romantic Psycho» |
| «Teen Kasia»                     | 2020 | Без альбому       |
| «Matcha latte»                   | 2020 | Без альбому       |
| «Refren trochę jak Lana Del Rey» | 2022 | Без альбому       |